# Michel Camilo

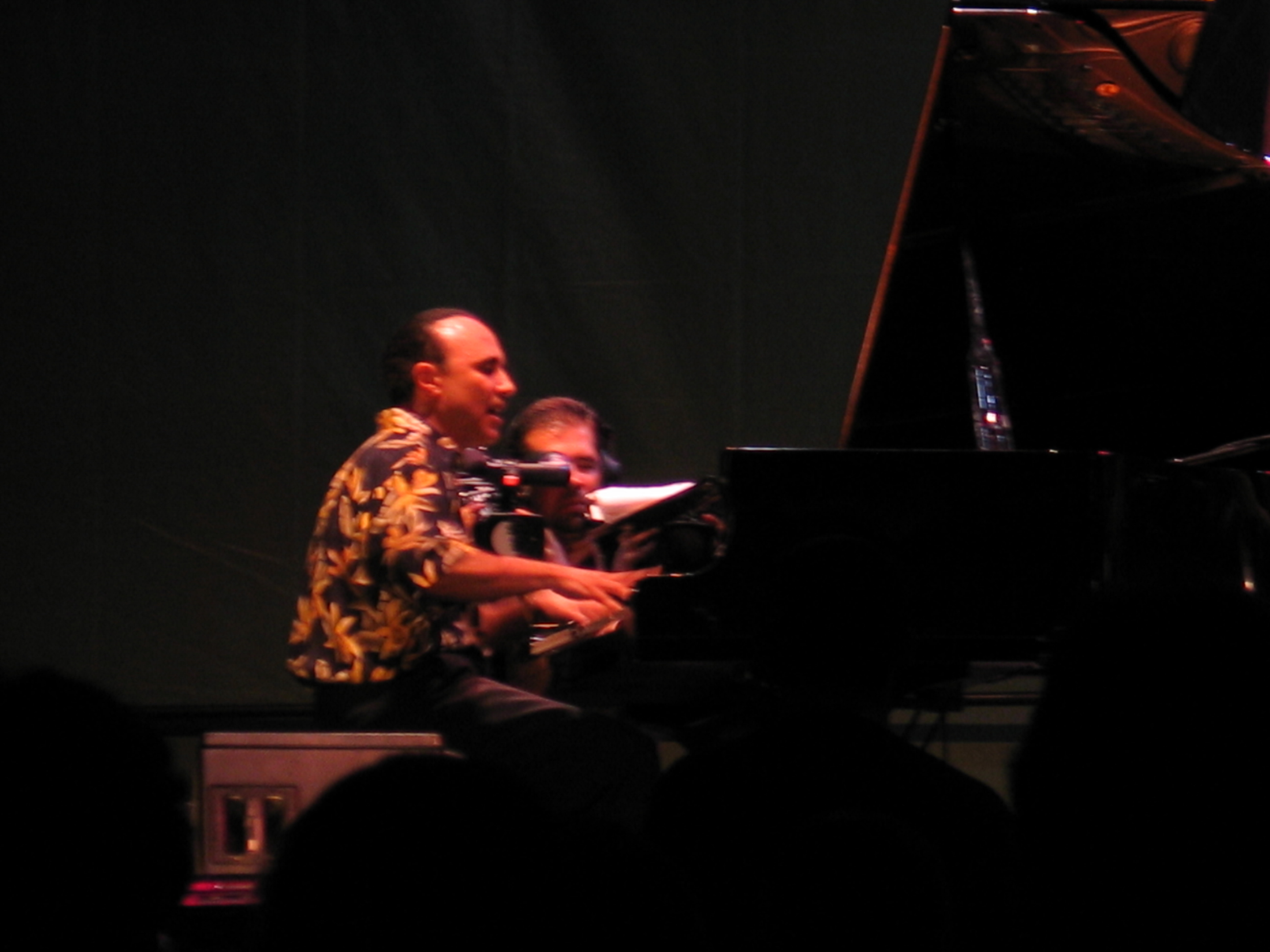
Michel Camilo

Michel Camilo (* 4. April 1954 in Santo Domingo, Dominikanische Republik) ist ein zeitgenössischer Pianist und Komponist im Jazz- und Klassikgenre. Außerdem betätigt er sich als Produzent und gewann mehrere Grammys und einen Emmy Award (The Goodwill Games Theme).

## Biographie
Camilo wurde am 4. April 1954 in Santo Domingo geboren. Er nahm am dortigen Nationalen Konservatorium klassischen Klavierunterricht und wurde im Alter von 16 Jahren Mitglied des Nationalen Sinfonieorchesters der Dominikanischen Republik. 1979 zog er nach New York. Dort trat er nach der Aufnahme von zwei Latin-Jazz-Alben („Why Not?“ und „Suntan/In Trio“) 1985 zum ersten Mal in der Carnegie Hall auf. Seitdem tourt er in unterschiedlichsten Besetzungen durch die USA, die Karibik, Japan und Europa. Im Dezember 1987 begann seine Laufbahn als Dirigent klassischer Musik. Er leitete das Nationale Sinfonieorchester der Dominikanischen Republik bei Werken von Rimski-Korsakow, Ludwig van Beethoven, Dvořák und zu einer Eigenkomposition. Von 1987 bis 1992 übernahm er die musikalische Leitung des Heineken Jazz Festivals der Dominikanischen Republik.
In der Zeit zwischen 1988 und 1990 veröffentlichte er drei sehr erfolgreiche Jazz-Alben („Michel Camilo“, „On Fire“ und „On The Other Hand“) und arbeitete zum ersten Mal mit Major Labels (Sony bzw. Columbia) zusammen.
In den neunziger Jahren arbeitete er mit den renommierten Pianistinnen Katia und Marielle Labèque sowie mit Dizzy Gillespie und veröffentlichte die „Rhapsody for Two Pianos and Orchestra“, außerdem die Alben „Rendezvous“ mit Dave Weckl (dr) und Anthony Jackson (b), „One More Once“ (mit Big Band) und „Thru My Eyes“ mit Anthony Jackson und John Patitucci, Lincoln Goines (alle b), Cliff Almond und Horacio „El Negro“ Hernández (beide dr). 1998 wurde sein 1. Klavierkonzert beim ersten „Latin-Caribbean Music Festival“ im „J. F. Kennedy-Center for the Performing Arts“ in Washington, DC uraufgeführt. Camilo arbeitete hier – wie auch bei der Aufnahme des Klavierkonzertes – mit dem „National Symphony Orchestra“ unter dem Dirigenten Leonard Slatkin.
Im Duett mit dem renommierten spanischen Flamenco-Gitarristen Tomatito nahm Camilo 2000 das Album „Spain“ auf, welches in großer Tradition (s. Bill Evans und Jim Hall) den Titel „Best Latin Jazz Album“ beim ersten jemals ausgeschriebenen Latin Grammy Award (2000) gewann. 2001 nahm er seine Lehrtätigkeit – z. B. an der Berklee School of Music und am MIT auf. Im August 2003 gab Camilo eine Woche lang im legendären Jazzclub Blue Note des gleichnamigen Labels Konzerte, um auf dem Doppel-CD-Album „Live at the Blue Note“ einen Querschnitt seines Lebenswerks zu präsentieren. Er spielte in klassischer Jazztrio-Besetzung mit H. Hernandez und dem Bassisten Charles Flores. Das Album wurde mit einem Grammy als bestes Latin-Jazz-Album 2003 ausgezeichnet.
Im Januar 2005 erschien das Album „Rhapsody In Blue“, welches er zusammen mit dem Orquestra Simfònica de Barcelona i Nacional de Catalunya aufnahm. Nach einem umjubelten Konzert beim North Sea Jazz Festival 2005 zusammen mit Tomatito nahmen beide ein zweites Album unter dem Titel „Spain Again“ auf, das im Mai 2006 erschien. Es enthält neben Eigenkompositionen auch Jazz-Standards und mit dem Titel „Libertango“ ein „Tribute to Piazzolla“.

## Diskografie
- Why Not? (1985), Evidence Music, Info
- Suntan/In Trio (1986), Evidence Music, Info
- Michel Camilo (1988), Sony Music, Info
- On Fire (1989), Sony Music, Info
- On The Other Hand (1990), Columbia Records, Info
- Soundtrack zu „Amo tu cama rica“ (1991), magere Info
- Rendezvous (1993), Sony Music, Info
- One More Once (1994), Sony Music, Info
- Soundtrack zu „Two Much“ (1996), Info
- Hands of Rhythm (mit Giovanni Hidalgo, 1997), Rmm Records, Info
- Thru My Eyes (1997), Rmm Records, Info
- Spain (2000), (mit Tomatito, 2000), LOLA Records, Info
- Soundtrack zu „Calle 54“ (2001), Info
- Concerto for Piano and Orchestra, Suite for Piano, Strings and Harp, Caribe (2002), Decca Music Group, Info
- Triangulo (2002), Telarc, Info
- Live at the Blue Note (2003), Telarc, Info
- Solo (2005), Telarc, Info
- Rhapsody in Blue (2006), Telarc, Info
- Spain Again (2006), (mit Tomatito, 2006), Universal Music, Info
- Spirit of the Moment (2007), Telarc, Info
- Caribe (2009), Live-DVD/CD, Big Band, Calle 54 Records/Sony Music, Info
- Mano A Mano (2011), EmArcy Records, Info
- Live in London (2017), Redondo Music